# Rønne Kirkegård
Rønne Kirkegård er en dansk kirkegård beliggende umiddelbart øst for Rønne Havn i Bornholms største by Rønne. Den ejes af den nært beliggende Sankt Nicolai Kirke. Bornholms eneste krematorium findes her.

## Historie
Kirkegården blev grundlagt i 1813, efter at der før havde været to begravelsespladser tættere på kirken. Kapellet, Kastelskirken, blev opført i begyndelsen af 1880'erne og indviet i 1927. Kapellet er en indviet kirke. I starten af 1980'erne blev det udsmykket af kunstner Paul Høm og hustru Lisbeth Munch-Petersen.

## Kendte begravet på kirkegården
- Caspar Henrik Wolffsen (1781–1836), kaperkaptajn og senere toldinspektør for Bornholm. Var med til at grundlægge Rønne Theater og deltog personligt i opførelsen af flere stykker.
- Eggert Christopher Tryde (1797–1868), bogtrykker og redaktør af Bornholms Avis.
- Andreas Larsen Hjorth	(1829–1904), skolemand, lægprædikant og politiker, bror til L. Hjorth.
- Lauritz Adolph Hjorth (1834–1912), terrakottafabrikant og grundlægger af Hjorths Fabrik, bror til A.L. Hjorth.
- Christian Møller (1834–1907), missionær, vækkelsesprædikant, forfatter.
- Mads Mathiesen Smidt (M.M. Smidt) (1841–1924), lærer, redaktør og ejer af Bornholms Tidende, sad nogle måneder i fængsel for majestætsfornærmelse.[1]
- Søren Kristoffer Kabell (1844–1936), læge, søn af sognepræst Petrus Kabell.
- Eggert Christopher Tryde (1847–1930), overlærer og museumsbestyrer, nevø til Eggert Christopher Tryde (1797–1868).
- Mathias Andreas Bidstrup (1852–1929), arkitekt og titulær professor.
- Herman Olaus Blem	(1855–1919), maskinfabrikant og virksomhedsgrundlægger. Bror til folketingsmanden Marcus Peter Blem.
- Ole Peter Rasch (1855–1933), købmand, hvis far erhvervede Rasch's Købmandsgård, nedrevet i 1939 til fordel for Rønne Bio, senere Musikhuzet Bornholm.[2]
- Niels Nielsen (1872–1942), typograf, borgmester og landstingsmedlem. Lægger navn til Borgmester Nielsens Vej i Rønne.
- Johan Frederik Tryde (1882–1967), kunstmaler. Søn af Eggert Christopher Tryde (1847–1930).
- Daniel Andersen (1885–1959), billedhugger, keramiker og komponist. (grav nedlagt)
- Helge Nielsen (1893–1980), maler og billedkunstner. (fællesgrav)
- Hassager Christiansen (1904–1960), søofficer og styrmand, opmålte og fotograferede et af de første tyske forsøg af V1-missiler styrtet på mark ved Bodilsker, før tyskerne kom.
- Johannes G. Sørensen (1908–1989), journalist, oplæste Frihedsbudskabet.
- Poul Hauch-Fausbøll (1915–1990), kunstmaler og grafiker. (fællesgrav)